# Rampart Ridge
Rampart Ridge är en bergstopp i Antarktis. Den ligger i Östantarktis. Nya Zeeland gör anspråk på området. Toppen på Rampart Ridge är 2 620 meter över havet, eller 470 meter över den omgivande terrängen. Bredden vid basen är 4,5 km.
Terrängen runt Rampart Ridge är huvudsakligen kuperad, men österut är den bergig. Trakten är obefolkad. Det finns inga samhällen i närheten.